# Gypona mocamba
Gypona mocamba är en insektsart som beskrevs av Delong 1981. Gypona mocamba ingår i släktet Gypona och familjen dvärgstritar. Inga underarter finns listade i Catalogue of Life.